# 館林駅
館林駅（たてばやしえき）は、群馬県館林市本町二丁目にある東武鉄道の駅である。駅番号はTI 10。

## 概要
伊勢崎線・佐野線・小泉線の3路線が乗り入れており、佐野線と小泉線の起点駅でもある。
1998年（平成10年）、「関東の駅百選」に選定された。選定理由は「しゃれた模様の窓がある洋館風の駅舎で小規模ながら歴史を感じさせる駅」である。
駅北側に南栗橋車両管区館林出張所（旧・館林検修区）があり、駅南側に津覇車輌工業館林工場（旧・館林機関区跡・貨物列車廃止後及び西新井工場閉鎖後に移転）がある。運転士と車掌の所属組織である館林乗務管区も併設されている。
館林駅管区として、伊勢崎線多々良駅 - 野州山辺駅間、佐野線全駅、小泉線の竜舞駅を除く全駅を統括管理している。
伊勢崎線は当駅より東武動物公園方面が複線となっており、足利市・太田方面および佐野線・小泉線は単線である。ホーム有効長が10両編成対応であるのも当駅までである。ただし、東京メトロ半蔵門線並びに東急田園都市線からの直通列車は定期ダイヤで乗り入れたことはない（臨時列車での実績はある）。
特急「りょうもう」「リバティりょうもう」を除き、当駅を境に伊勢崎線列車は浅草駅・久喜駅 - 当駅間がラッシュ時は8両編成、それ以外の時間帯は6両編成、当駅 - 伊勢崎間は3両編成、佐野線・小泉線は2両編成で運行される。
かつてラッシュ時の区間急行は太田発の列車で増結を行い8・10両編成で運行されていたが、2013年（平成25年）3月16日のダイヤ改正で当駅始発の8両編成に変更となり増結は廃止された。また、一部の列車で当駅 - 太田駅間のワンマン運転が開始された。2020年（令和2年）6月6日のダイヤ改正で特急を除く全列車が当駅 - 伊勢崎間のワンマン運転を行うことになり、一般列車で当駅をまたぐ運用が廃止された。
当駅始発・終着の特急「リバティりょうもう」が1往復設定されており、上り列車は伊勢崎線太田発、佐野線佐野発、小泉線西小泉発の初電に、下り列車は伊勢崎線太田行き、佐野線葛生行きの終電に接続する。

## 歴史
- 1907年（明治40年）8月27日 - 川俣駅から足利町駅まで開通と同時に開業[1]。
- 1937年（昭和12年） - 木造駅舎が竣工。
- 1969年（昭和44年）12月9日 - 当駅 - 多々良駅間の踏切で鉄道事故が発生した（踏切事故・現在は跨道橋が設けられている）
- 1990年（平成2年）9月25日 - 当駅より業平橋駅まで上り列車10両編成運転開始。
- 1994年（平成6年）8月2日 - 当駅までの下り列車8両編成運転開始。
- 1997年（平成9年）3月25日 - 当駅までの下り列車および土休日の10両編成運転開始。
- 1998年（平成10年）10月 - 関東の駅百選に選定[2]。
- 2006年（平成18年）3月18日 - ダイヤ改正により準急が名称変更されて区間急行の停車駅となり、新たに区間準急の停車駅となる。日中に運転していた浅草駅発着の準急を久喜駅発着の普通に区間短縮。
- 2007年（平成19年）8月27日 - 開業100周年。写真展開催。
- 2009年（平成21年）12月4日 - 橋上駅舎・東西自由通路が竣工。
- 2012年（平成24年）3月17日 - TI 10の駅ナンバリングが導入。
- 2013年（平成25年）
  - 3月16日 - ダイヤ改正により、当駅に乗り入れる10両編成の運用を廃止。
  - 3月26日 - 2番線・3番線・5番線に発車メロディを導入。
- 2017年（平成29年）4月21日 - 特急「リバティりょうもう」が運用開始され、新たな停車駅となった[3]。

## 駅構造
島式ホーム2面5線を有する地上駅。駅構内の改修により橋上駅舎・東西駅前広場連絡通路・エレベーター・多機能トイレが整備された。当初の完成予定は2009年（平成21年）3月であったが、同年12月4日に供用を開始した。
ホームは1・2番線ホームと3 - 5番線ホームの二つある。1番線と4番線はホーム中間部の切り欠きであり、位置関係がやや把握しづらいため、大きめの案内標識が設置されている。橋上駅舎完成前は現在のエレベーター付近にあった地下通路によって両ホームを接続していた。
1・4番線の入口に「ご案内カウンター」と称する案内所兼中間改札が設置されており、主に精算業務などを行っていたがSuicaやPASMOの普及に伴いほぼ形骸化している。橋上駅舎供用開始までは4・5番線の北にある跨線橋を上がった場所に西口改札があった。
1番線は4両編成対応、2・5番線は10両編成対応、3番線は8両編成対応、4番線は2両編成対応になっている。
5番線西方には留置線があるが、2007年（平成19年）11月頃から5番線寄りの2本を残して撤去作業が行われている。かつては日清製粉への麦芽輸送が行われていたが、工場の縮小およびトラック輸送への切り替えに伴い廃止された。撤去直前までは運用を離脱した5000系・5050系・5070系や1800系が疎開留置されていた。
なお、2021年秋に観光案内所が駅東口から東西駅前広場連絡通路に移転した。駅東口の旧駅前観光案内所は「館林パブリックエントランス」になっている。

### のりば
| 番線   | 路線     | 方向                           | 行先                                                                                 | 備考               |
| ------ | -------- | ------------------------------ | ------------------------------------------------------------------------------------ | ------------------ |
| 1      | 佐野線   | -                              | 佐野・葛生方面                                                                       | 普通               |
| 2      | 伊勢崎線 | 上り                           | 久喜・東武動物公園・ 東武スカイツリーライン 北千住・とうきょうスカイツリー・浅草方面 |                    |
| 3      | 伊勢崎線 | 上り                           | 久喜・東武動物公園・ 東武スカイツリーライン 北千住・とうきょうスカイツリー・浅草方面 |                    |
| 下り   | 伊勢崎線 | 足利市・太田・ 桐生線 赤城方面 |                                                                                      |                    |
| 佐野線 | -        | 佐野・葛生方面                 | 特急                                                                                 |                    |
| 4      | -        | 小泉線                         | 西小泉方面                                                                           |                    |
| 5      | 伊勢崎線 | 上り                           | 久喜・東武動物公園・ 東武スカイツリーライン 北千住・とうきょうスカイツリー・浅草方面 | 主に待避・折り返し |
| 5      | 伊勢崎線 | 下り                           | 足利市・太田方面                                                                     | 主に待避・折り返し |

- 当駅止まりの伊勢崎線上りワンマン列車は3・5番線で直接折り返すか、2番線で客扱いをした後に引き上げ線に入り3番線から発車する[注釈 1]。

### 信号開通音
運転士に出発信号機が開通したことを知らせるメロディが流れる。列車発車後も信号が赤に変わるまで流れる。
1・4番線は2006年から、2・3・5番線は2013年から使用されている。
- 1番線 - 色・ホワイトブレンド
- 2番線 - ホルディリディア
- 3番線 - デイドリーム
- 4番線 - 黄色いリボン
- 5番線 - メリーさんの羊

## 利用状況
2024年度の一日平均乗降人員は10,041人である。この値は東武線間の乗換人員は含まない。2000年以降、約1万人の水準で安定しており、群馬県内の東武線の駅では太田駅に次ぐ第2位である。
近年の一日平均乗降人員の推移は下表のとおりである｡
| 年度               | 一日平均 乗降人員 | 出典        |
| ------------------ | ----------------- | ----------- |
| 1998年（平成10年） | 11,497            |             |
| 1999年（平成11年） | 11,043            |             |
| 2000年（平成12年） | 10,875            |             |
| 2001年（平成13年） | 10,839            | [ 東武 2 ]  |
| 2002年（平成14年） | 10,625            | [ 東武 3 ]  |
| 2003年（平成15年） | 10,445            | [ 広告 1 ]  |
| 2004年（平成16年） | 10,287            | [ 広告 2 ]  |
| 2005年（平成17年） | 10,202            | [ 広告 3 ]  |
| 2006年（平成18年） | 10,175            | [ 広告 4 ]  |
| 2007年（平成19年） | 10,140            | [ 広告 5 ]  |
| 2008年（平成20年） | 10,251            | [ 広告 6 ]  |
| 2009年（平成21年） | 10,032            | [ 広告 7 ]  |
| 2010年（平成22年） | 9,895             | [ 広告 8 ]  |
| 2011年（平成23年） | 10,016            | [ 広告 9 ]  |
| 2012年（平成24年） | 10,558            | [ 広告 10 ] |
| 2013年（平成25年） | 10,996            | [ 広告 11 ] |
| 2014年（平成26年） | 10,829            | [ 広告 12 ] |
| 2015年（平成27年） | 11,084            | [ 広告 13 ] |
| 2016年（平成28年） | 10,855            | [ 広告 14 ] |
| 2017年（平成29年） | 10,995            | [ 広告 15 ] |
| 2018年（平成30年） | 11,125            | [ 広告 16 ] |
| 2019年（令和元年） | 11,046            | [ 広告 17 ] |
| 2020年（令和02年） | 7,015             | [ 広告 18 ] |
| 2021年（令和03年） | 8,064             | [ 東武 4 ]  |
| 2022年（令和04年） | 9,189             | [ 東武 5 ]  |
| 2023年（令和05年） | 9,789             | [ 東武 6 ]  |
| 2024年（令和06年） | 10,041            | [ 東武 1 ]  |

- 2008（平成20）年度の一日乗換人員は5,865人であり、乗換人員を含む一日平均乗降人員は16,116人である[広告 6]。

## 駅周辺

### 西口
- 日清製粉館林工場
  - 製粉ミュージアム
- 正田醤油本社
  - 正田記念館
- 館林厚生病院
- 群馬銀行館林南支店
- 館林信用金庫西支店
- 富士幼稚園
- とりせん 富士見町店
- クスリのアオキ館林栄町店

### 東口
- 館林区検察庁
- 館林簡易裁判所
- 館林税務署
- 館林公共職業安定所
- 館林保健福祉事務所
- 館林市役所
  - 館林城跡
- 館林市文化会館
- 館林市立図書館
- 館林市立資料館
  - 田山花袋記念文学館[2]
- 向井千秋記念子ども科学館[2]
- 館林市三の丸芸術ホール
- 館林市市民センター分室
- 館林シルバー人材センター
- 館林市保健福祉センター
- つつじが岡公園
- 城沼運動公園
- 仲町公園
- 善導寺
- 尾曳稲荷神社
- 鶴生田川
- 館林郵便局
- 館林本町郵便局
- 館林大街道郵便局
- 館林尾曳郵便局
- みずほ銀行館林支店
- 群馬銀行館林支店
- 東和銀行館林駅前支店
- 足利銀行館林支店
- 中央労働金庫館林支店
- 館林信用金庫本店・南支店
- ニューミヤコホテル
- ホテルニューシティ本館・新館
- 第五ホテル
- 館林ステーションホテル
- ベルク (企業) 館林大街道店

## 路線バス
かつては館林市内全域に東武鉄道（東武バス）が藤岡駅や古河駅、赤岩方面に路線を運行していたが、1987年（昭和62年）に東武鉄道が撤退し、日本で唯一路線バスの運行がされていない市になった。1993年（平成5年）に代替路線として広域公共路線バスの設定が行われた。
| 停留所     | 運行事業者     | 路線・系統                                          | 行先                     | 備考                           |
| ---------- | -------------- | --------------------------------------------------- | ------------------------ | ------------------------------ |
| 館林駅東口 | 館林観光バス   | 館林・明和・千代田線                                | 千代田町役場前           | 日・祝日運休                   |
| 館林駅東口 | つゝじ観光バス | 館林・板倉線                                        | 板倉東洋大前駅西口       |                                |
| 館林駅東口 | つゝじ観光バス | 館林・千代田線                                      | 千代田町役場前・赤岩渡船 | 日・祝日運休                   |
| 館林駅東口 | つゝじ観光バス | 赤羽線                                              | アゼリアモール           | 火・木・土曜日運行（祝日運休） |
| 館林駅東口 | つゝじ観光バス | 厚生病院シャトル線                                  | 厚生病院前               | 土・日・祝日運休               |
| 館林駅東口 | つゝじ観光バス | 渡瀬巡回線（東巡回・西巡回）                        | 館林駅東口               | 日・祝日運休                   |
| 館林駅東口 | つゝじ観光バス | 郷谷大島線（西巡回）                                | 館林駅東口               | 月・水・金曜日運行（祝日運休） |
| 館林駅東口 | つゝじ観光バス | 郷谷大島線（東巡回）                                | 館林駅東口               | 火・木・土曜日運行（祝日運休） |
| 館林駅東口 | つゝじ観光バス | 通勤通学ノースライナー （渡瀬方面・大島・郷谷方面） | 館林駅東口               | 日・祝日運休                   |
| 館林駅西口 | つゝじ観光バス | 館林・千代田線                                      | 千代田町役場前・赤岩渡船 |                                |
| 館林駅西口 | つゝじ観光バス | 多々良北線                                          | 多々良駅                 | 火・木・土曜日運行（祝日運休） |
| 館林駅西口 | つゝじ観光バス | 多々良巡回線                                        | 館林駅西口               |                                |
| 館林駅西口 | つゝじ観光バス | 茂林寺巡回線                                        | 館林駅西口               | 月・水・金曜日運行（祝日運休） |
| 館林駅西口 | つゝじ観光バス | 六郷西線                                            | 館林駅西口               | 月・水・金曜日運行（祝日運休） |

- 年末年始（12/31～1/3）は全線運休
- 日本中央バスが運行する羽田空港、名古屋、奈良、京都、大阪、仙台方面への高速バスは館林市役所に発着する。

## ギャラリー

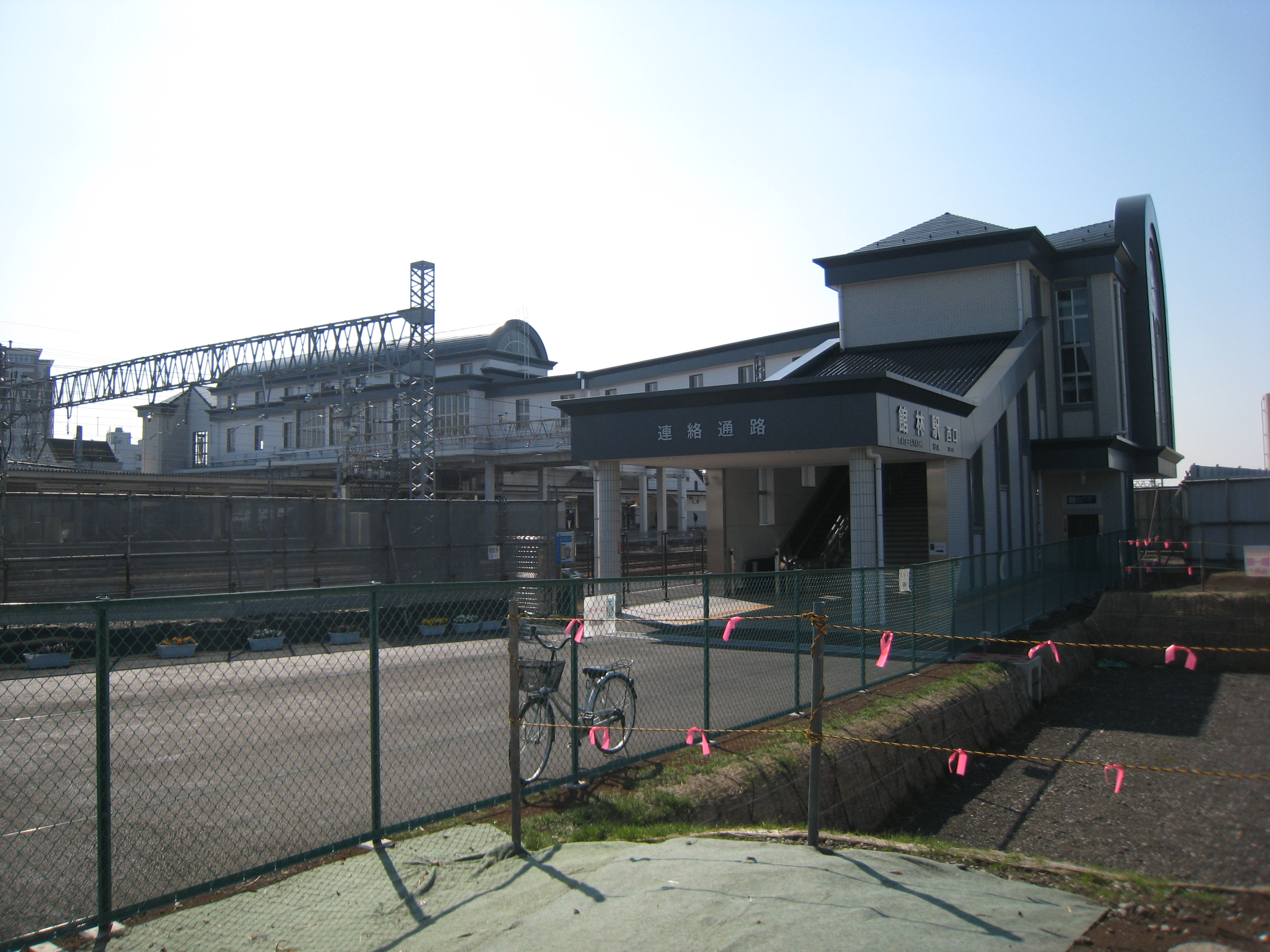
新西口（2010年4月）
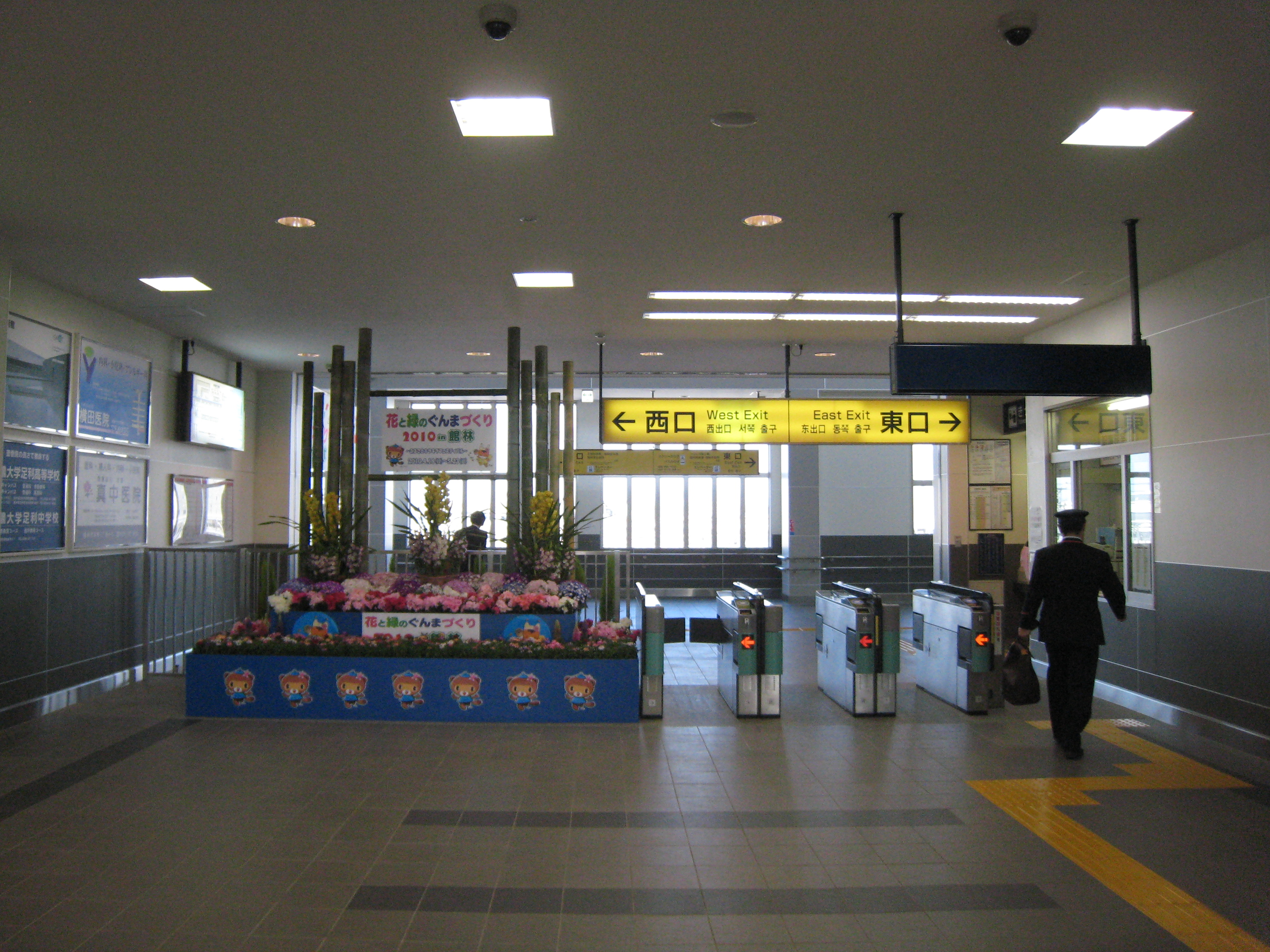
東西自由通路に面した北側改札（2010年4月）
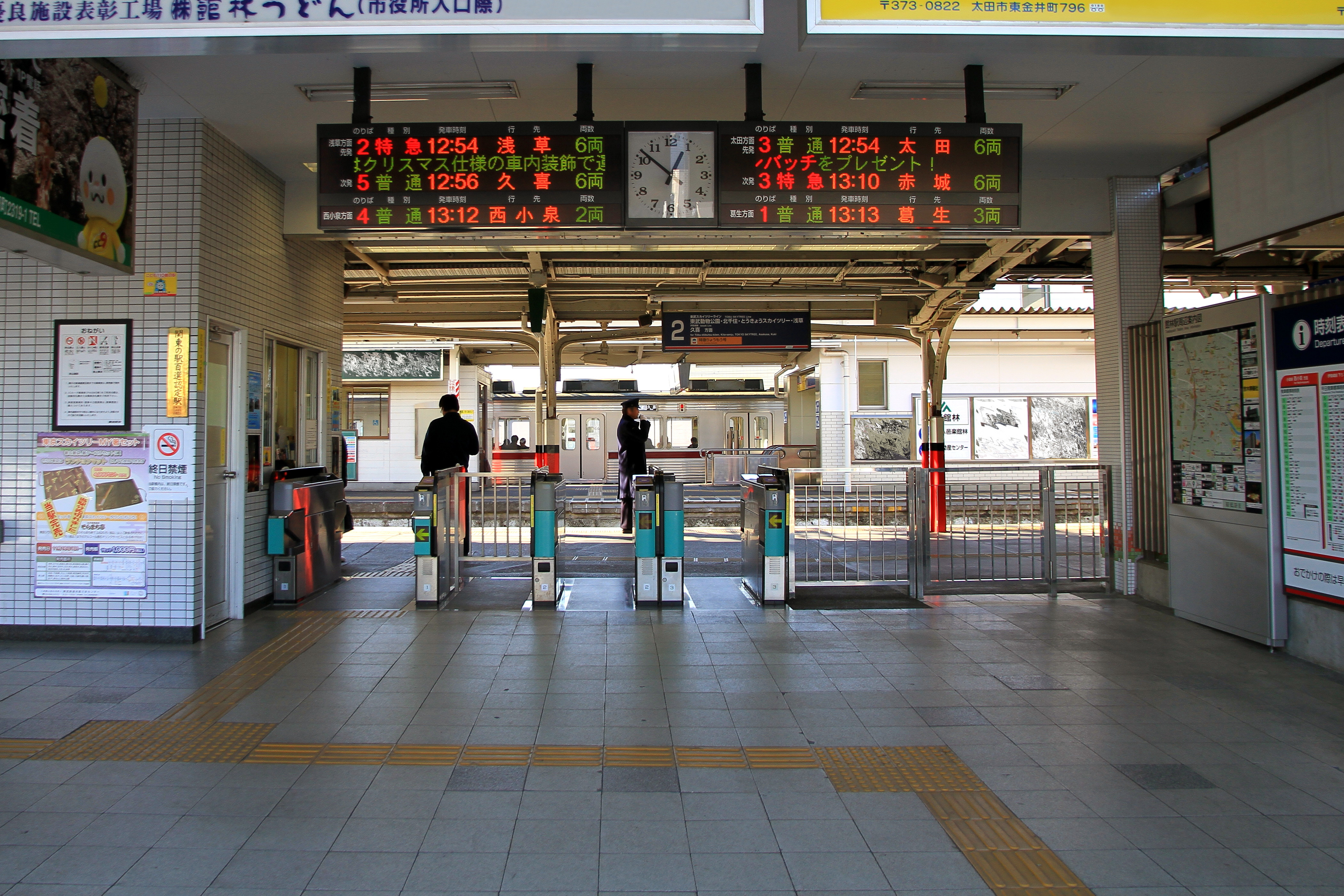
東口改札（2012年12月）
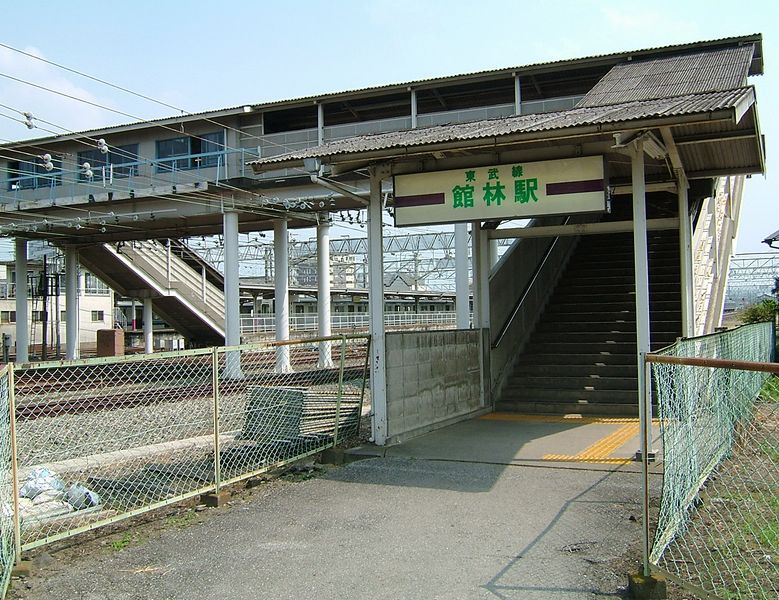
西口（2007年8月）
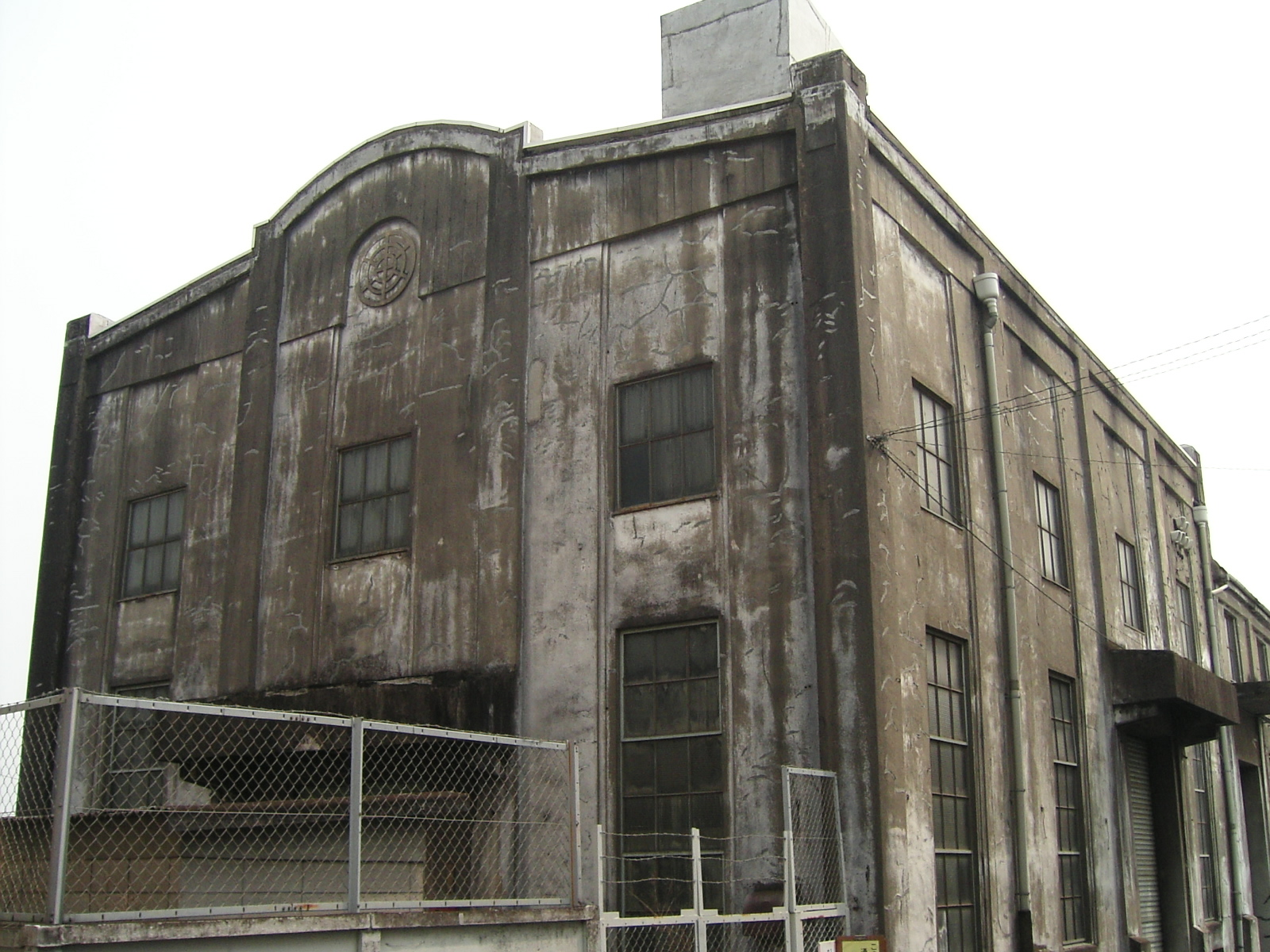
東口の南側にある変電所（2007年4月）
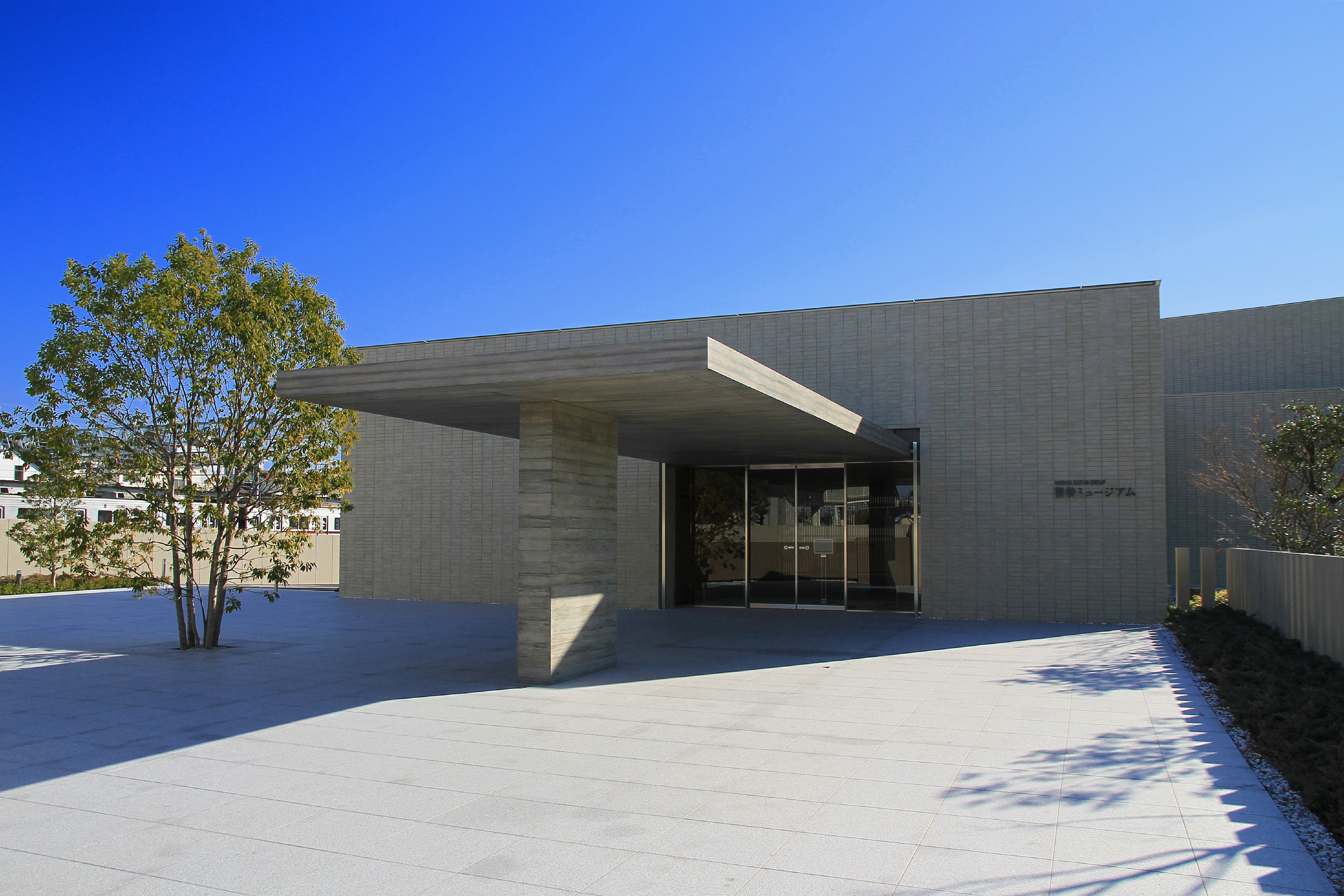
製粉ミュージアム
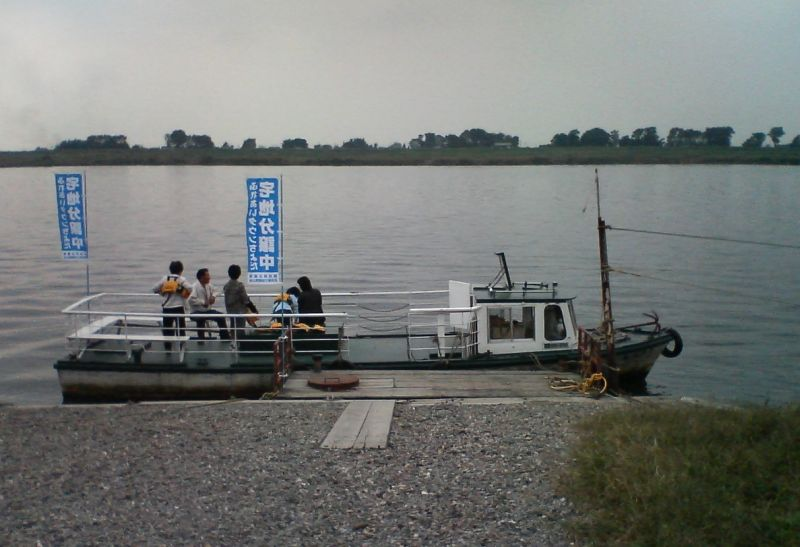
熊谷への経路の途中にある赤岩渡船（2006年10月）
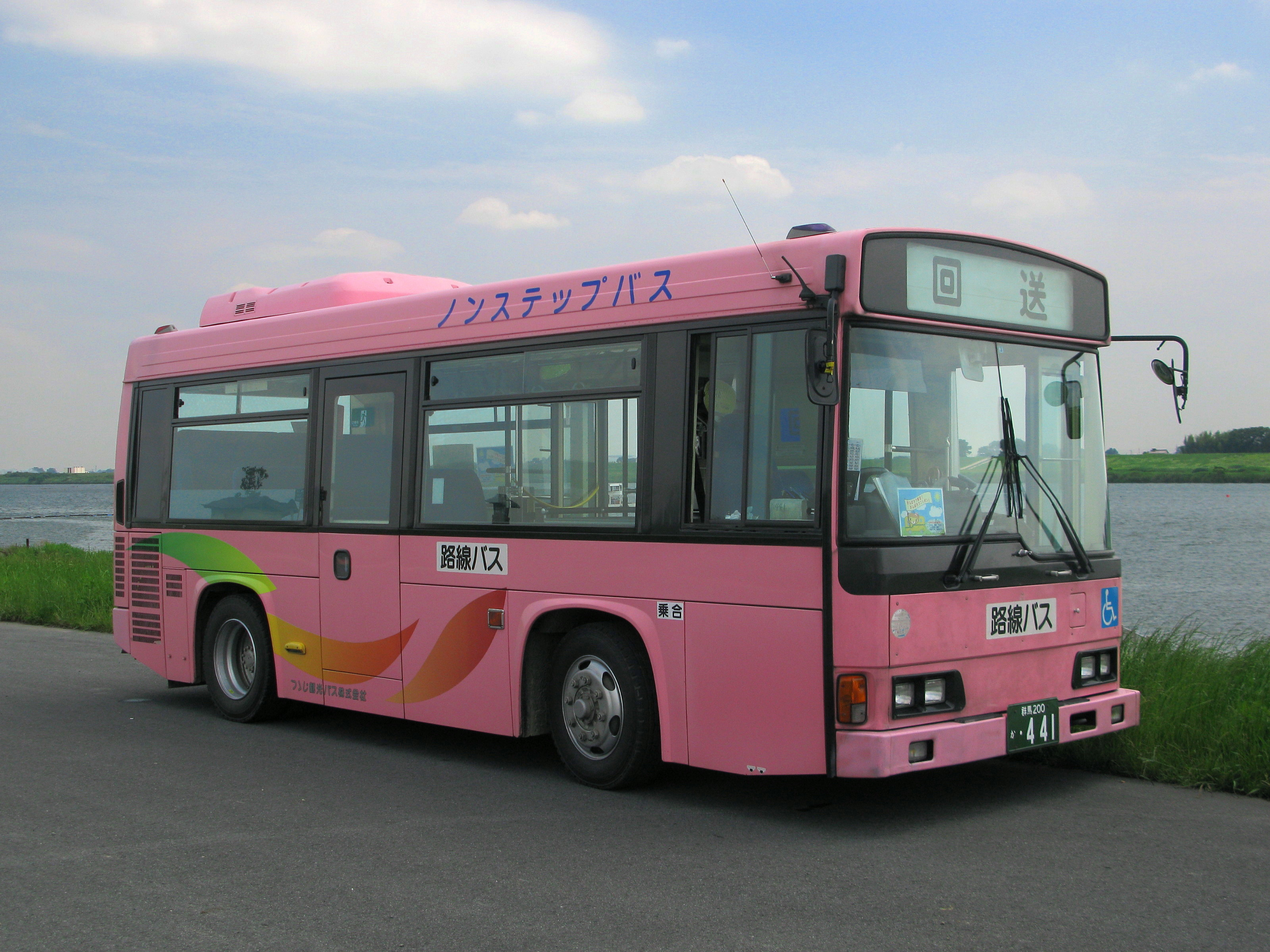
館林・千代田線
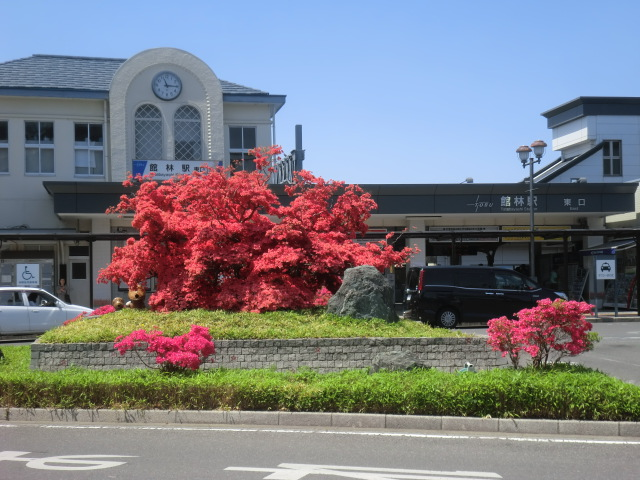
つつじシーズンの館林駅（2017年5月）

## 隣の駅
東武鉄道
 伊勢崎線
- ■特急「りょうもう」・■特急「リバティりょうもう」停車駅（一部は当駅発着）

■区間急行・■区間準急・■普通（久喜方面）
茂林寺前駅 (TI 09) - 館林駅 (TI 10)
■普通（伊勢崎方面）
館林駅 (TI 10) - 多々良駅 (TI 11)
 佐野線
- ■特急「りょうもう」停車駅（朝上り・夜下り各1本のみ）

■普通
館林駅 (TI 10) - 渡瀬駅 (TI 31)
 小泉線
館林駅 (TI 10) - 成島駅 (TI 41)